# Seydina Baldé
Pour les articles homonymes, voir Baldé.
 (janvier 2019).
Si vous disposez d'ouvrages ou d'articles de référence ou si vous connaissez des sites web de qualité traitant du thème abordé ici, merci de compléter l'article en donnant les références utiles à sa vérifiabilité et en les liant à la section « Notes et références ».
Seydina Baldé est un acteur de cinéma et de télévision français, né le 23 septembre 1977 à Paris. Il a également été champion d'Europe (en 2001 et 2002) et du Monde de karaté.

## Biographie
Seydina Baldé prend des cours de théâtre dans un atelier municipal. Il découvre les arts martiaux et se met au karaté où il obtient cinq titres de champion du monde.
Puis il devient comédien, il joue dans Femme fatale de Brian De Palma, dans Danny the Dog produit par Luc Besson et fait une apparition dans Casino Royale, aux côtés de Daniel Craig. Il joue dans des séries télévisées : Navarro, Les Invincibles et des longs métrages français : Avant qu'il ne soit trop tard, Fatal de Michaël Youn.
En 2023, il co-écrit le scénario de la mini-série Lex Africana, dont il interprète également le rôle principal,,.